# Melitaea proteaoccidentis
Melitaea proteaoccidentis är en fjärilsart som beskrevs av Ruggero Verity 1929. Melitaea proteaoccidentis ingår i släktet Melitaea och familjen praktfjärilar. Inga underarter finns listade i Catalogue of Life.